# Hauser Kaibling
Hauser Kaibling je hora v Rakousku, v Nízkých Taurech, asi 22 km jižně od Hallstattu. Se svými 2015 metry je to nejvyšší hora střediska Schladming. Na úpatí hory, která leží mezi Planai a Galsterbergalm, je město Haus im Ennstal.

## Turistika
Hora je využívána k letní a zimní turistice. Společně s navazujícími lyžařskými areály Planai, Hochwurzen a Reiteralm je součástí jednoho z největších lyžařských středisek v Rakousku.

### Lanovky
Na Hauseru Kablingu se nachází:
- 6 sedačkových lanovek (Senderbahn, Kaibling 6, Quatralpina, Gipfelbahn, Höfi Express I, II, Höfi Express)
- 3 vleky (Almlift, Ennslingalmlift)
- 1 kabinová lanová dráha (Kaibling 8er)

### Svahy
- 2 sjezdovky černé
- 6 sjezdovek červených
- 8 sjezdovek modrých